# Abacetus katanganus
Abacetus katanganus es una especie de escarabajo terrestre de la subfamilia Pterostichinae.  Fue descrito por Burgeon en 1934. 